# معلم بزرگ انیزوکا
معلم بزرگ انیزوکا (به ژاپنی: グレート・ティーチャー・オニヅカ Gurēto Tīchā Onizuka) یک سری مانگای ژاپنی است که توسط تورو فوجیساوا نوشته و طراحی شده است. این مانگا توسط کودانشا از مه ۱۹۹۷ تا آوریل ۲۰۰۲ در هفته‌نامهٔ Shōnen Magazine منتشر می‌شد.
یک مجموعه تلویزیونی درام ۱۳ قسمتی نیز از این مانگا ساخته شده که پخش آن از ۷ ژوئیه ۱۹۹۸ تا ۲۲ سپتامبر ۱۹۹۸ در شبکه فوجی تلویژن ادامه داشت. همچنین یک مجموعه انیمه ۴۳ قسمتی توسط استودیو پیروت و به کارگردانی نائویاسو هانیو تهیه شده‌است که از ژوئن ۱۹۹۹ تا سپتامبر ۲۰۰۰ پخش شد.

## خلاصه داستان
ایکیچی انیزوکا یکی از اعضای سابق باند موتورسواری که اصلاح شده، سعی دارد گذشته خود را پشت سر گذاشته و آدم جدیدی شود. او می‌خواهد رویای خود برای تبدیل شدن به بزرگ‌ترین معلم دبیرستانی را محقق کرده و بانی تغییراتی مثبت در زندگی دانش آموزان خود باشد.
او وظیفه اداره کلاسی بدنام را برعهده دارد، درنتیجه از روش‌های تدریس غیرمتعارفی استفاده می‌کند تا به‌شکلی منحصربه‌فرد به مسائل شخصی هرکدام از دانش آموزانش رسیدگی کند. دراین بین، او دانش آموزانش را برای مقابله با فساد حاکم، قلدری و دیگر سوءرفتارهای رایج در مدرسه متحد می‌کند. در این مسیر انیزوکا با چالش‌های زیادی روبه‌رو می‌شود، روابطی دوستانه با دیگر آموزگاران برقرار کرده و درعین‌حال روش سنتی تدریس و آموزش را زیر سؤال برده و سعی می‌کند شاگردانش را به سوی خودشناسی هدایت کند.